# (1139) Atami
(1139) Atami est un astéroïde de la ceinture principale aréocroiseur, découvert le 1er décembre 1929 par les astronomes japonais Okuro Oikawa et Kazuo Kubokawa depuis l'observatoire de Tokyo.
Sa désignation provisoire était 1929 XE.
Il est nommé d'après la ville d'Atami au Japon.